# Paramento (construção)

Um paramento é cada uma das superfícies de um elemento construtivo vertical, como paredes ou muros. Em cantaria e alvenaria, o termo aplica-se ainda a cada uma das superfícies das pedras ou ladrilhos que constituem arcos e muros, especialmente às que são afeiçoadas de modo a ficarem visíveis depois de colocadas no local planeado. O termo pode ainda aplicar-se a peças de madeira.